# Воробйов Федір Парфенович
Федір Парфенович Воробйов (1882, Російська імперія — ?) — радянський діяч, член ВУЦВК. Член Центральної контрольної комісії КП(б)У в 1930—1934 роках. Член Центральної контрольної комісії ВКП(б) у 1930—1934 роках.

## Життєпис
Працював шахтарем на Донбасі.
Служив у Червоній армії, учасник громадянської війни в Росії.
Член РКП(б) з 1920 року.
Після демобілізації, з 1920-х років — кріпильник на шахтах Чулковських копалень Донбасу.
На 1930-й рік — голова шахткому шахти № 9 Чулковських копалень Донбасу.
Подальша доля невідома.